# Davor Štefanek
Davor Štefanek est un lutteur serbe né le 12 septembre 1985 à Subotica. Il pratique la lutte gréco-romaine. 

## Carrière
Il a remporté la médaille d'or des moins de 66 kg aux Jeux olympiques d'été de 2016 à Rio de Janeiro.
Il est médaillé de bronze en Championnats du monde de lutte 2015 en moins de 66 kg.
Aux Championnats d'Europe de lutte, il est médaillé d'argent en 2004 en moins de 60 kg et en 2016 et en 2017 en moins de 66 kg ainsi que médaillé de bronze en 2008 et en 2012 en moins de 60 kg.
Aux Jeux méditerranéens, il est médaillé d'or en 2009 en moins de 60 kg, médaillé d'argent en 2005 en moins de 60 kg et en 2018 en moins de 77 kg.